# Ignaz Jastrow

Ignaz Jastrow

Ignaz Jastrow (* 13. September 1856 in Nakel an der Netze; † 2. Mai 1937 in Berlin-Charlottenburg) war ein deutscher Historiker und Sozialpolitiker.

## Leben

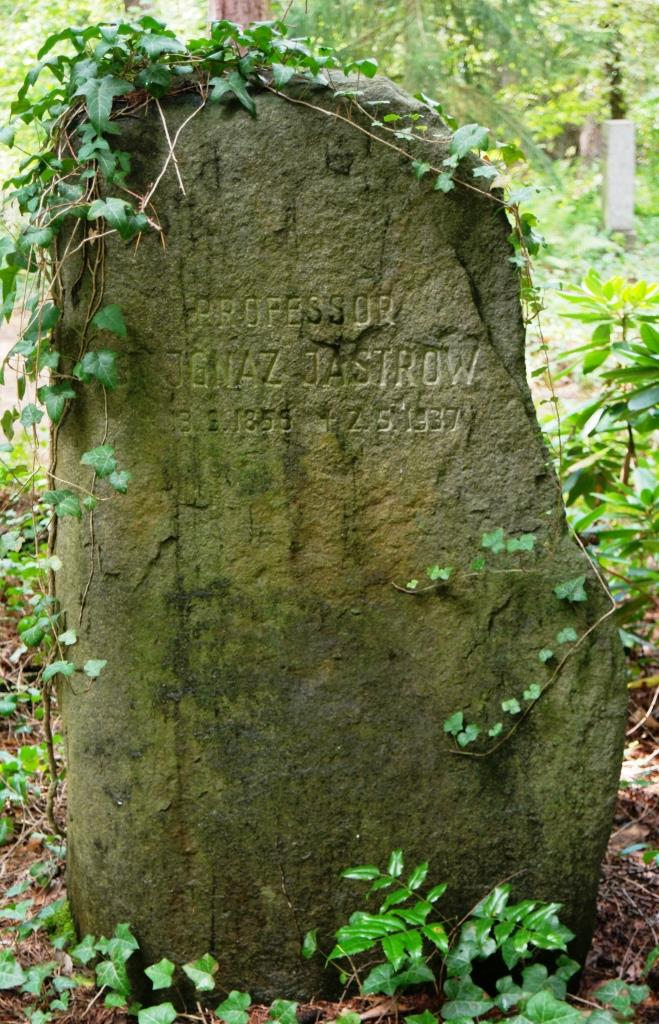
Grab des Historikers und Sozialpolitikers Ignaz Jastrow (1856–1937) auf dem Wilmersdorfer Waldfriedhof in Stahnsdorf

Ignaz Jastrow studierte Geschichte, Rechts- und Staatswissenschaften in Breslau und Berlin und wurde 1878 an der Georg-August-Universität Göttingen zum Dr. phil. promoviert. Ab 1879 war er als Lehrer an verschiedenen Berliner Gymnasien tätig. Ab 1881 war er Herausgeber und Leiter mehrerer Fachzeitschriften, u. a. der „Sozialen Praxis“. Nach seiner Habilitation im Fach Geschichte lehrte er als Privatdozent an der Berliner Universität.
Jastrow prägte 1893 den Begriff „Sozialliberalismus“, wurde Mitglied im Verein für Socialpolitik und gründete 1897 die Zeitschrift „Der Arbeitsmarkt“. Darin veröffentlichte er als Erster die ihm von kommunalen und anderen gemeinnützigen Arbeitsnachweisen (Arbeitsvermittlungseinrichtungen) gemeldeten offenen Stellen, Stellensuchenden und Vermittlungen und organisierte die erste Arbeitsnachweiskonferenz in Deutschland. 1898 zählte er zu den Mitbegründern des Verbandes Deutscher Arbeitsnachweise (VDA).
1905 wurde Jastrow zum außerordentlichen Professor für Verwaltungswissenschaften an der Friedrich-Wilhelms-Universität Berlin berufen. Von 1906 bis 1914 war er Professor an der Handelshochschule Berlin und in den Jahren 1906 bis 1909 gleichzeitig deren Gründungsrektor. Wegen seiner jüdischen Herkunft konnte Jastrow erst 1920 zum ordentlichen Professor für Staatswissenschaften an der Friedrich-Wilhelms-Universität berufen werden (bis 1924). Seine Lehrtätigkeit beendete er jedoch erst 1935 nach fünfzig Jahren.
Ignaz Jastrow veröffentlichte allein zu den Themen Arbeitsmarkt, Arbeitslosigkeit, Arbeitslosenversicherung und Arbeitsverwaltung über 200 Bücher, Aufsätze und Zeitungsartikel. Seine Tochter, Elisabeth Jastrow, war Archäologin: Die Tochter Beate Hahn, geb. Jastrow, wurde als Gartenpädagogin bekannt. Seiner Frau Anna Seligmann Jastrow (1858–1943), seinen beiden Töchtern sowie seinen Enkelinnen Cornelia Hahn (1921–2021) und Charlotte Hahn Arner (1926–2011) gelang die Flucht aus dem nationalsozialistischen Deutschland in die USA. Der Jurist und Richter Hermann Jastrow war sein Bruder.

## Werke (Auswahl)
- Zur strafrechtlichen Stellung der Sklaven bei Deutschen und Angelsachsen: § 1–7, Warmbrunn 1878 (zugleich: Göttingen, Univ., Diss., 1878).
- Geschichte des deutschen Einheitstraumes und seiner Erfüllung. 4. Aufl. Berlin 1891.
- Sozialliberal. Die Aufgaben des Liberalismus in Preußen, 2. Auflage, Rosenbaum & Hart, Berlin 1894. (Digitalisat)
- Gut und Blut fürs Vaterland. Vermögensopfer, Steuerfragen, Erhöhung der Volkswirtschaft. Verlag von Georg Reimer, Berlin 1917.
- Arbeiterschutz. 2. Aufl. Berlin 1919.
- Handelspolitik. 5. Aufl. Berlin 1923.
- Das Problem der Arbeitslosenversicherung in Deutschland. Berlin 1925.
- Weltgeschichte in einem Band. Berlin 1932.

## Sammlung
Eine Materialsammlung befindet sich bei der British Library of Political and Economic Science in London.